# Ivande Kaija
Ivande Kaija, właśc. Antonija Sofija Lūkina, z domu Meldere–Millere (ur. 3 października 1876 w Jumpravmuižy, zm. 2 stycznia 1941 w Rydze) – łotewska powieściopisarka, dramaturżka, działaczka społeczna.

## Życiorys

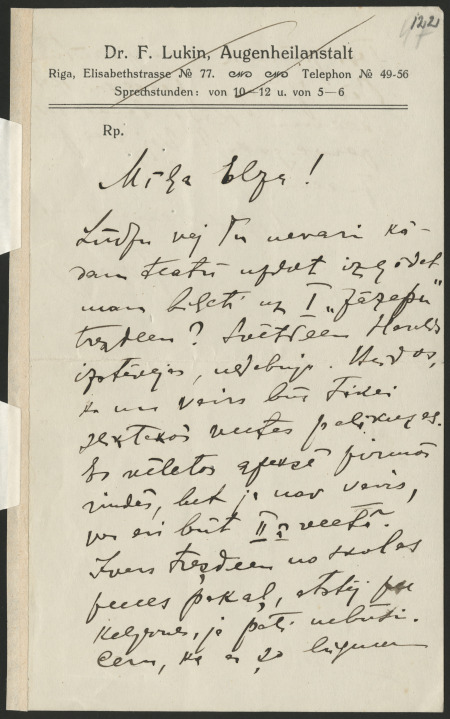
List Ivande Kaiji do Aspaziji z 1920 roku

Urodziła się w Jumpravmuižy, w parafii Jumprava w rodzinie kupieckiej. Studiowała filozofię w Lipsku i Bernie w latach 1900–1901. Wyszła za mąż za lekarza Fēlikssa Lūkinsa w 1901 roku, porzuciła studia z woli męża; miała trójkę dzieci. W 1910 roku uczęszczała na wykłady na Sorbonie (musiała przerwać studia z uwagi na słaby słuch), w latach 1910–1911 podróżowała po Francji, Szwajcarii i Włoszech. Swoją najpopularniejszą, debiutancką powieść Iedzimtais grēks publikowała w odcinkach w czasopiśmie „Dzimtenes Vēstnesis” (numery 2–29 z 1913 roku); w całości powieść wydano w wydawnictwie Valters un Rapa. Udzielała się społecznie w okresie łotewskiej wojny o niepodległość, kierowała odezwę do kobiet, aby przekazywały swoją biżuterię na potrzeby łotewskiego wojska. Brała udział w powstaniu Łotewskiego Związku Kobiet. Zarządzała utworzonym przez siebie Złotym Funduszem (łot. Zelta fond).
W 1921 roku doznała ciężkiego udaru mózgu, od tego czasu przestała pisać i wycofała się z życia publicznego. Została pochowana na Cmentarzu Leśnym w Rydze (Gaujas iela 12).

## Poglądy
Otwarcie domagała się uznania prawa kobiet do czerpania przyjemności z seksualności. Tradycyjne małżeństwa zawierane bez miłości uważała za zbrodnicze, niemoralne i zniewalające.

## Twórczość
- Iedzimtais grēks[2] (oryginalna stara pisownia Eedsimtais grehks, powieść[2], 1913[1])
- Iwandes Kaijas Juhgā (Jūgā[1], powieść[2], 1919[1])
- Sauslej kundze (nowele, 1919)[4]
- Dzintarzeme (powieść historyczna[1], 1921[1])
- Sfinksa (powieść[2], 1921[1], napisana w 1915[1])
- Gaidas pirmā mīlestība (powieść[5], 1921)[6]
- Belvederes Apolons (dramat, 1928)[1]
- Mātes (dramat, 1928)[1]
- Atmaksas diena (dramat, 1928)[1]
- Ivandes Kaijas Kopoti raksti (wydanie zbiorcze powieści, dramatów, opowiadań, 1928–1931)[1]
- Mana dienasgrāmata: 1918. 23.VII - 1921. 5.IV (wspomnienia, 1931)[7]